# Казімеж Пельчар
Казімеж Пельчар (пол. Kazimierz Pelczar; 2 серпня 1894, Трускавець, Австро-Угорщина — 17 вересня 1943, Вільнюс, Третій Райх) — польський лікар, науковець, визначний онколог, професор кафедри загальної та експериментальної патології університету Стефана Баторія у Вільнюсі, віцепрезидент Вільнюського медичного товариства, член Міжнародного комітету раку в Лондоні та Міжнародної спілки протидії раку в Парижі, президент Польського товариства природників імені Миколи Коперніка, засновник першого онкологічного центру в довоєнній Польщі — Вільнюського Центру досліджень та лікування раку, нині Національний інститут раку Литви.

## Життєпис
Казімеж Пельчар народився 2 серпня 1894 року у Трускавці, в сім'ї лікаря Зенона Пельчара та Марії Ельжбети з Краснодембських. Він був найстаршою дитиною у сім'ї, були ще сестра Зофія та брат Мечислав. Дитячі роки Казімежа Пельчара пройшли у Трускавці.
У 1912 році з відзнакою закінчив Дрогобицьку гімназію імені Франца Йосифа I. Після цього вступив на медичний факультет Ягеллонського університету, де студіював загальну та експериментальну патології. Проте навчання було перервано Першою світовою війною. В 1914/15 роках воював в австрійській армії. 23 лютого 1915 року потрапив у російський полон. Перебуваючи в російському полоні працював у шпиталях Червоного Хреста в Києві, Москві та Саратові. У 1918 році Пельчар приєднався до 5-ї польської стрілецької дивізії адмірала Колчака, де був заступником головного лікаря санітарного поїзда. Після евакуації 5-ї польської стрілецької дивізії, через Китай та Японію, повернувся до Польщі. 1 липня 1920 року взяв участь у Варшавській битві.
Після закінчення Першої світової війни продовжив навчання в Ягеллонському університеті, який закінчив 24 січня 1924 року. Працював асистентом на катедрі загальної патології Медичного колегіуму Ягайлонського університету в 1921—1930 роках. 28 жовтня 1925 року захистив докторську дисертацію в цьому виші.
У 1927 році отримав державну стипендію та проходив спеціалізацію в Берліні. У 1928 році вивчав біологію раку в Інституті Пастера та Радієвому інституті в Парижі. 2 липня 1929 року габілітований в Ягеллонському університеті.
1930 році запрошений в університет Стефана Баторія у Вільнюсі, де він був деканом медичного факультету в 1937—1938 роках. Згодом очолював катедру загальної патології, був висунутий кандидатом на посаду ректора університету Стефана Баторія.
У 1931 році, разом з знаним гістологом Казімежем Опочинським та Корнелем Міхейдою, Казімеж Пельчар відновив діяльність Віленського Комітету з боротьби з раком, зорганізував при ньому цикл лекцій, в яких переконував слухачів, що злоякісні новоутворення можна ліквідувати. У створеному ним у 1931 році Центрі досліджень та лікування раку він практикою підтверджував свою теорію. У 1933 році було відкрито рентгенологічне відділення та гістопатологічну лабораторію в Центрі досліджень та лікування раку. Співпрацював з Радієвим інститутом у Варшаві, і у 1935 році перетворив свій Центр досліджень та лікування раку в філію цього інституту. 11 листопада 1937 року сталася катастрофа літака, у якому летів Казімеж Пельчар, та він залишився живим.
Після початку Другої світової війни його запрошували до себе працювати університети Риму, Лондон, Париж, Нью-Йорк і Варшава, але він відмовив та залишився у Вільнюсі. У час німецької окупації працював лише у Вільно. Він заснував Комітет у справах біженців з територій окупованих СРСР, був активним членом Вільнюського благодійного товариства, допомагав жертвам війни.
У своєму Центрі досліджень та лікування раку на вулиці Полоцькій № 6 Казімеж Пельчар не тільки переховував своїх родичів та друзів, але й усіх тих, кому загрожував арешт гестапо. У ніч з 16 на 17 вересня 1943 року професора Пельчара забрали з дому як заручника за вбитого Армією Крайовою агента гестапо. 17 вересня 1943 року Казімеж Пельчар був розстріляний у лісі біля селища Понари, нині мікрорайон Вільнюса.

## Доробок

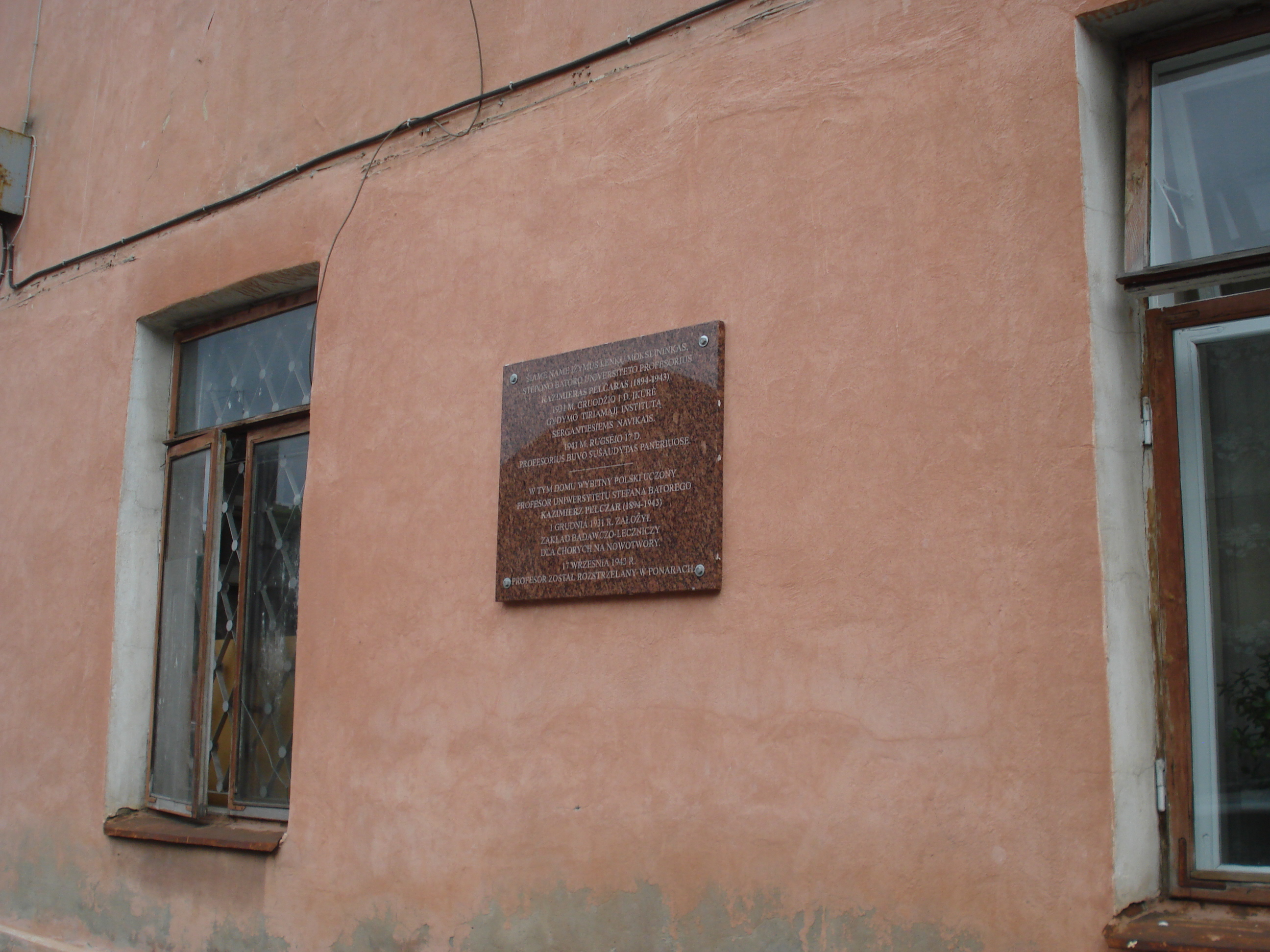
Меморіальна дошка на честь Казімежа Пельчара в Інституті онкології у Вільнюсі

Казімеж Пельчар — автор понад 85 наукових медичних праць з токсикології, гематології та онкології.

## Вшанування пам'яті
У 2003 році відбулась наукова конференція, яка була присвячена 60-річчю вбивства Казимира Пельчара. 2004 року була проведена конференція, присвячена 110-й річниці від дня народження Казімежа Пельчара, було відкрито меморіальну дошку на його честь в Інституті онкології у Вільнюсі.
2012 року одну з вулиць Вільнюса була названа на честь Казімежа Пельчара.
У 2019 році Литовсько-польське медичне товариство заснувало стипендію Казімежа Пельчара.

## Нагороди
- Срібна медаль «За хоробрість» (Австро-Угорщина)
- Хрест Незалежності (7 липня 1931)[11]
- Золотий хрест Заслуги (Польща) — нагороджений двічі (11 листопада 1936[12] і 22 квітня 1939[13])